# Maurice Auslander
Pour les articles homonymes, voir Auslander.
Maurice Auslander (3 août 1926 - 18 novembre 1994) est un mathématicien américain qui a travaillé en algèbre commutative, algèbre homologique et en théorie des représentations des algèbres d'Artin (des algèbres associatives de dimension finie sur un corps).

## Biographie
Né à Brooklyn (New York), Auslander obtient son Bachelor of Arts en 1949 à l'université Columbia et y couronne ses études par un doctorat en 1954 tous deux sous la direction de Robert L. Taylor avec une thèse en théorie des groupes intitulée Relative cohomology theory of groups and continuations of homomorphisms. À partir de 1953, Auslander devient instructor à l'université de Chicago, puis à l'université du Michigan. Il est chercheur invité à l'Institute for Advanced Study en 1956-1957. Il est recruté en 1957 comme professeur assistant puis professeur associé à l'université Brandeis et y dirige le département de mathématiques en 1960-1961.
Il est professeur invité à l'université de Paris en 1961-1962. Il est promu professeur titulaire à Brandeis en 1963 et y reste jusqu'à sa mort, qui survient de manière impromptue à Trondheim, en Norvège, à l'âge de 68 ans. En 1992, il est également professeur adjoint à l'université de Trondheim qu'il visite régulièrement. Il effectue de nombreux séjours comme professeur ou chercheur invité dans des universités du monde entier, notamment au Mexique, en Uruguay et en Chine, ainsi qu'en Allemagne, à Bielefeld et à Paderborn.
Sa femme Bernice L. Auslander est, en 2020, professeur émérite de mathématiques à l'université du Massachusetts à Boston, son fils Philip Auslander est professeur à la School of Literature, Media, and Communication du Georgia Institute of Technology, et sa fille Leora Auslander est professeur d'histoire à l'université de Chicago. Louis Auslander, le frère de Maurice Auslander, était également mathématicien.

## Recherche
Maurice Auslander travaille en algèbre commutative, algèbre homologique et en théorie des représentations des algèbres d'Artin (par exemple les algèbres associatives de dimension finie sur un corps). Il a prouvé le théorème d'Auslander-Buchsbaum qui dit que les anneaux locaux réguliers sont factoriels, la formule d'Auslander-Buchsbaum et, en collaboration avec Idun Reiten, il introduit la théorie d'Auslander-Reiten et les algèbres d'Auslander (en).

## Honneurs et distinctions
Maurice Auslander est élu membre de l'Académie américaine des arts et des sciences en 1971. Il est membre de la Société royale norvégienne des sciences et des lettres.
Il est deux fois conférencier invité au Congrès international des mathématiciens, à Stockholm en 1962 (titre de son exposé : Modules over unramified regular local rings), et à Berkeley en 1986 (The what, where and why of almost split sequences).
Il bénéficie d'une bourse de recherche Sloan en 1963-64 et d'une bourse Guggenheim en 1978-79. En 1994, il otient une bourse de recherche Humboldt.
Parmi ses doctorants figurent Victor J. Katz, Sverre Smalø, Mark Bridger, Gordana Todorov, et il a fortement influencé Lucien Szpiro.

## Publications (sélection)

### Articles
- avec David Buchsbaum, « Homological dimension in Noetherian rings », Trans. Amer. Math. Soc., vol. 85,‎ 1957, p. 390-405 (DOI 10.2307/1992937)
- avec Oscar Goldman, « The Brauer group of a commutative ring », Trans. Amer. Math. Soc., vol. 97, no 3,‎ 1960, p. 367–409 (DOI 10.2307/1993378)
- « Modules over unramified regular local rings », Illinois J. Math., vol. 5,‎ 1961, p. 631–647 (lire en ligne)
- avec Idun Reiten, « Representation theory of Artin algebras. III. Almost split sequences », Communications in Algebra, vol. 3,‎ 1975, p. 239–294 (DOI 10.1080/00927877508822046)
- avec Idun Reiten, « On a generalized version of the Nakayama conjecture », Proc. Amer. Math. Soc., vol. 52,‎ 1975, p. 69–74 (DOI 10.1090/S0002-9939-1975-0389977-6)

### Livres
- avec  Mark Bridger, Stable module theory, American Mathematical Society, 1969 (présentation en ligne).
- avec  David Buchsbaum, Groups, rings, modules, Harper and Row, 1974. — Réimpression  Dover reprint, 2014 (lire en ligne)[9]
- avec  Idun Reiten et Sverre O. Smalø, Representation theory of Artin algebras, Cambridge University Press, coll. « Cambridge Studies in Advanced Mathematics » (no 36), 1995 (ISBN 0-521-41134-3)[10].